# Alison Steadman

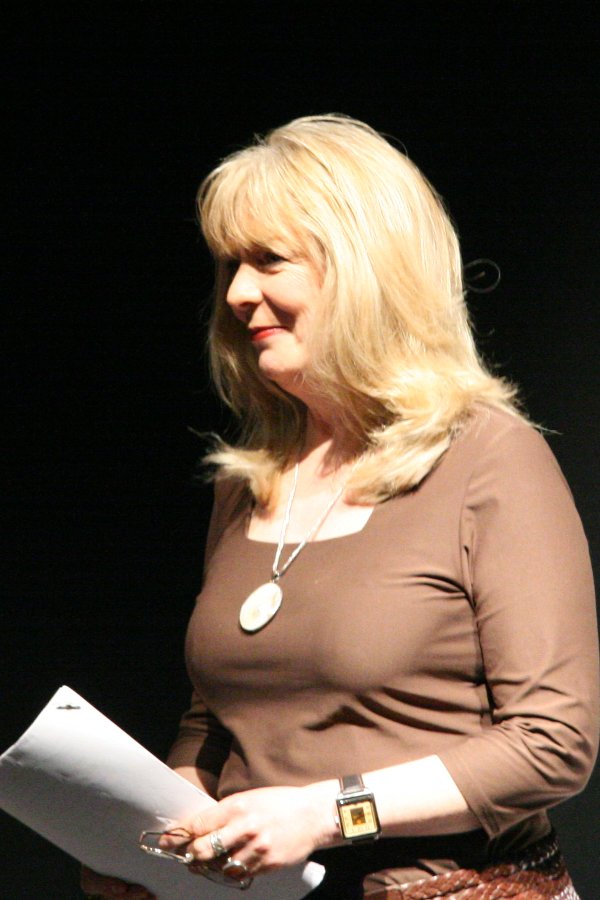
Alison Steadman bei einer Radio-Aufzeichnung für die BBC (2006)

Alison Steadman, OBE (* 26. August 1946 in Liverpool) ist eine britische Theater- und Filmschauspielerin.

## Leben
Alison Steadman wurde 1946 als Tochter von George Percival Steadman, einem Elektrotechniker, und Marjorie Steadman (geb. Evans), einer Hausfrau, in Liverpool geboren. Mit 16 Jahren verließ sie die Childwall Valley High School und arbeitete zunächst als Sekretärin. Von 1966 bis 1969 besuchte sie die East 15 Acting School, wo sie ihren späteren Ehemann, den Schriftsteller und Regisseur Mike Leigh, kennenlernte. 1969 gab sie ihr professionelles Theaterdebüt in The Prime of Miss Jean Brodie am Theatre Royal in Lincoln, wo sie später auch die Ophelia in William Shakespeares Hamlet spielte. 1973 stand sie in Wholesome Glory erstmals in London auf der Bühne.
In Abigail’s Party (1977), einem Bühnenstück ihres Mannes Mike Leigh, das später auch im Fernsehen mit mehr als 18 Millionen Zuschauern ausgestrahlt wurde, gelang Steadman in der Rolle der Beverly, einer überheblichen Kosmetikerin, der Durchbruch in Großbritannien. Bereits ab 1971 war sie häufig im britischen Fernsehen zu sehen. Ab Mitte der 1980er Jahre wirkte sie auch in einer Reihe von Kinoproduktionen mit, wie z. B. Clockwise – Recht so, Mr. Stimpson (1986), Die Abenteuer des Baron Münchhausen (1988) oder Puppenmord (1989). Im deutschsprachigen Raum ist sie vor allem für ihre Darstellung der törichten Mrs. Bennet im BBC-Fernsehmehrteiler Stolz und Vorurteil (1995) bekannt, wo sie neben Jennifer Ehle und Colin Firth zu sehen war.
Für ihre Rolle in Life is Sweet (1990) erhielt sie den National Society of Film Critics Award als beste Hauptdarstellerin. 1993 gewann sie den Laurence Olivier Award als beste Darstellerin für The Rise and Fall of Little Voice, einem Bühnenstück von Jim Cartwright. Im Jahr 2000 wurde sie für ihre Leistungen am Theater mit dem Offizierskreuz des Order of the British Empire ausgezeichnet.
Von 1973 bis 2001 war Steadman mit Mike Leigh verheiratet. Aus der Ehe gingen 1979 und 1981 zwei Söhne hervor. Seit der Scheidung von Leigh lebt Steadman mit dem Schauspieler Michael Elwyn zusammen.

## Filmografie (Auswahl)
- 1975: The Wackers (TV-Serie)
- 1983: Tartuffe, or The Impostor (TV-Film)
- 1984: Sein größter Sieg (Champions)
- 1984: Magere Zeiten – Der Film mit dem Schwein (A Private Function)
- 1985: Spuren der Liebe (Coming Through) (TV-Film)
- 1986: Clockwise – Recht so, Mr. Stimpson (Clockwise)
- 1986: Der singende Detektiv (The Singing Detective) (TV-Miniserie)
- 1988: Die Abenteuer des Baron Münchhausen (The Adventures of Baron Munchausen)
- 1989: Shirley Valentine – Auf Wiedersehen, mein lieber Mann (Shirley Valentine)
- 1989: Puppenmord (Wilt)
- 1990: The Finding
- 1990: Life is Sweet
- 1991: Gone to the Dogs (TV-Miniserie)
- 1992: Irren ist mörderisch (Blame It on the Bellboy)
- 1995: Stolz und Vorurteil (Pride and Prejudice) (TV-Miniserie)
- 1996: Lügen und Geheimnisse (Secrets & Lies)
- 1996: No Bananas (TV-Miniserie)
- 1998–2000: Eric im Stress (Stressed Eric) (TV-Serie, 13 Folgen, Sprechrolle)
- 1999: Topsy-Turvy – Auf den Kopf gestellt (Topsy-Turvy)
- 2001: Chunky Monkey
- 2001: Hand in Hand mit dem Tod (Happy Now)
- 2004: The Life and Death of Peter Sellers
- 2004–2006: The Worst Week of My Life (TV-Serie, 17 Folgen)
- 2000–2005: Fat Friends (TV-Serie, 25 Folgen)
- 2006: Confetti – Heirate lieber ungewöhnlich (Confetti)
- 2006: Loony in the Woods
- 2007: The Dinner Party (TV-Film)
- 2007: Agatha Christie’s Marple – Tödlicher Irrtum (Agatha Christie’s Marple – Ordeal by Innocence) (TV-Reihe)
- 2007–2010, 2019/2024: Gavin & Stacey (TV-Serie, 22 Folgen)
- 2012: A Civil Arrangement (TV-Film)
- 2013: Lewis – Der Oxford Krimi (Lewis) (TV-Serie, zwei Folgen)
- 2013: The Syndicate (TV-Serie, sechs Folgen)
- 2013: Love & Marriage (TV-Serie, sechs Folgen)
- 2014: Peterman
- 2014–2016: Boomers (TV-Serie, 13 Folgen)
- 2015: Burn Burn Burn
- 2015–2016: Orphan Black (TV-Serie, fünf Folgen)
- 2015/2024: Inside No. 9 (TV-Serie, zwei Folgen)
- 2016: Inspector Barnaby – Alles Böse kommt von oben (Midsomer Murders – The Incident At Cooper Hill) (TV-Reihe)
- 2016: Dad’s Army
- 2017: We Can Be Heroes
- 2018: Care (TV-Film)
- 2018: Butterfly – Alle meine Farben (Butterfly) (TV-Miniserie)
- 2018–2019: Hold the Sunset (TV-Serie, 14 Folgen)
- 2020: Mit Herz und Hund (23 Walks)
- 2020: Life (TV-Miniserie)
- 2020: Der kleine Roald Dahl und die Maus (Roald & Beatrix: The Tail of the Curious Mouse) (TV-Film)
- seit 2020: Pandemonium (Here We Go) (TV-Serie)
- 2021: The King’s Man: The Beginning (The King’s Man)
- 2022: Rules of the Game (TV-Serie, vier Folgen)
- 2024: Better Man – Die Robbie Williams Story (Better Man)

## Theaterauftritte (Auswahl)
- 1969: The Prime of Miss Jean Brodie von Jay Presson Allen nach dem Roman Die Blütezeit der Miss Jean Brodie von Muriel Spark – Theatre Royal, Lincoln
- 1969: Hamlet (The Tragedy of Hamlet, Prince of Denmark) von William Shakespeare – als Ophelia; Theatre Royal, Lincoln
- 1973: Wholesome Glory von Mike Leigh – Theatre Upstairs, London
- 1973: The Pope’s Wedding von Edward Bond – Bush Theatre, London
- 1974: The Anchor – als Sylvia; Theatre Upstairs, London
- 1974: The King – als Guinevere; Shaw Theatre, London
- 1977: Abigail’s Party von Mike Leigh – als Abigail; Hampstead Theatre Club, London
- 1979: Joking Apart von Alan Ayckbourn – als Anthea; Globe Theatre, London
- 1979: Onkel Wanja (Дядя Ваня) von Anton Tschechow – als Sonya; Hampstead Theatre Club, London
- 1992: The Rise and Fall of Little Voice von  Jim Cartwright – als Mari Hoff; Cottesloe Theatre, später Aldwych Theatre, London

## Auszeichnungen
- 1987: Nominierung für den BAFTA TV Award in der Kategorie Beste Darstellerin für Der singende Detektiv
- 1991: Golden Mask zusammen mit Jane Horrocks, Claire Skinner und Jim Broadbent beim Taormina International Film Festival
- 1992: National Society of Film Critics Award in der Kategorie Beste Hauptdarstellerin für Life is Sweet
- 1993: Laurence Olivier Award in der Kategorie Beste Darstellerin für The Rise and Fall of Little Voice
- 2000: Officer of the Order of the British Empire
- 2000: Nominierung für den Laurence Olivier Award in der Kategorie Beste Darstellerin für The Memory of Water
- 2001: Nominierung für den BAFTA TV Award in der Kategorie Beste Darstellerin für Fat Friends
- 2016: Richard Harris Award der British Independent Film Awards